# Бриено
Бриѐно (на италиански: Brienno; на ломбардски: Brienn, Бриен) е село и община в Северна Италия, провинция Комо, регион Ломбардия. Разположено е на 203 m надморска височина, на югозападния бряг на езеро Лаго ди Комо. Населението на общината е 337 души (към 2017 г.).